# Frederick Burkhardt
Pour les articles homonymes, voir Burkhardt.
Frederick Henry Burkhardt, né le 13 septembre 1912 à Brooklyn (New York) et mort le 23 septembre 2007 à Bennington (Vermont), est un philosophe et historien des sciences américain,.